# フライングディスク

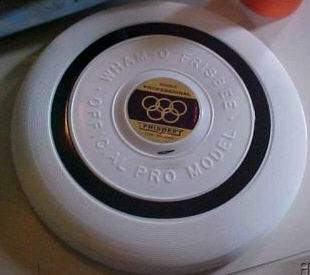
フライングディスク（フリスビー）

フライングディスク (flying disc) は、回転させ投げて遊ぶ円盤（ディスク）である。また、それを用いた競技の名前でもある。競技内容から、球技の下のカテゴリーにしばしば入れられる。円盤は通常プラスチック製で、直径約20センチメートルから25センチメートル程度のものが多い。手で勢いよく回し投げると揚力が生じるよう設計されており、そのまま手で受け止められる。フリスビー (frisbee) とも呼ばれるが、この名称はワムオー社 (Wham-O) の登録商標となっているため、公式戦などでは「フライングディスク」の呼称が一般的になっている。

## 歴史

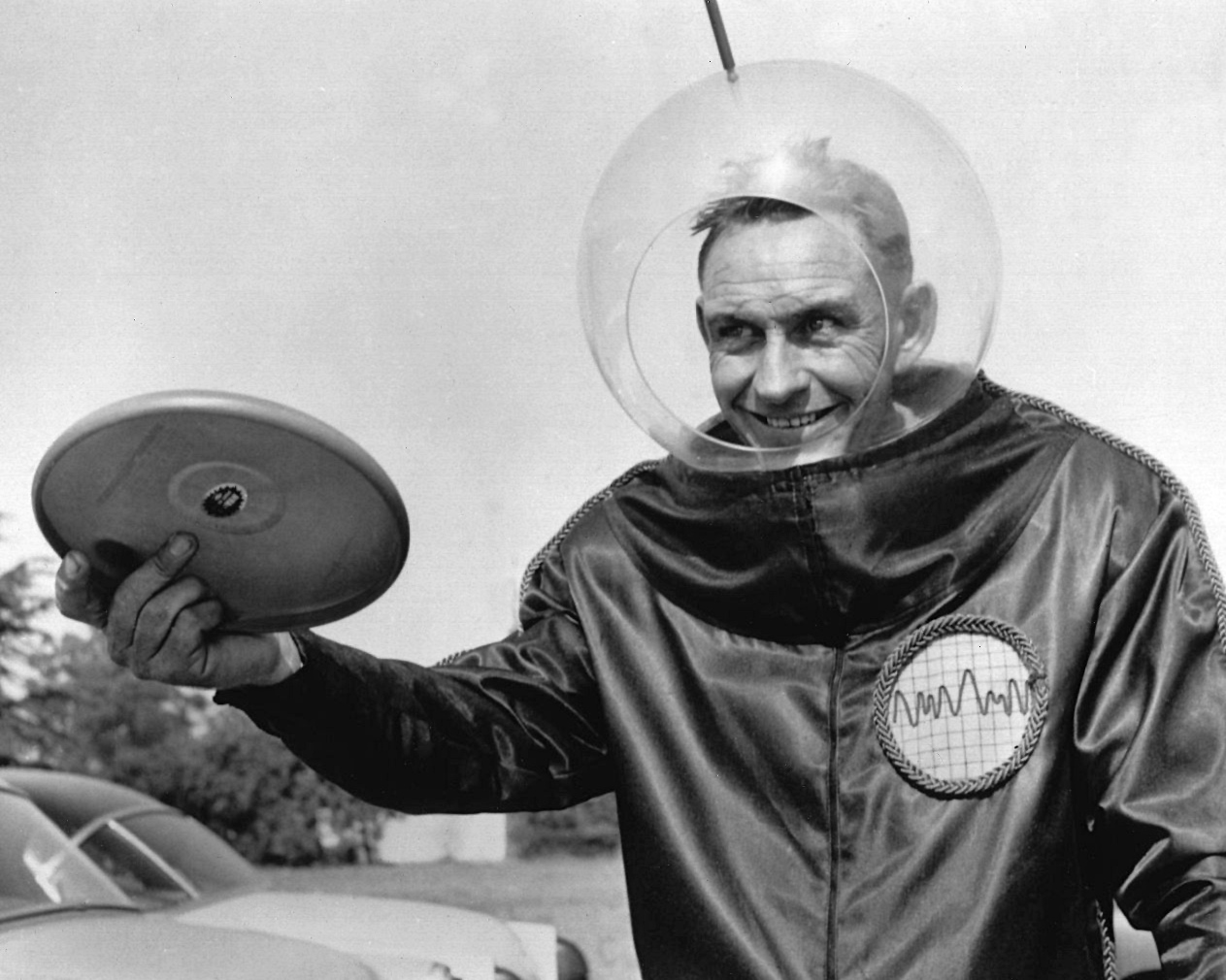
フリスビーの原型であるPluto Platterを宣伝するモリソン

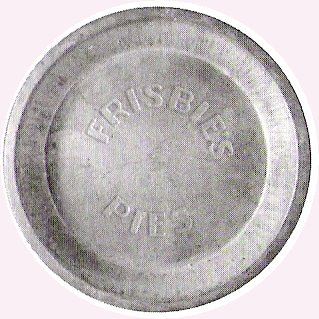
フリスビー・パイの台皿

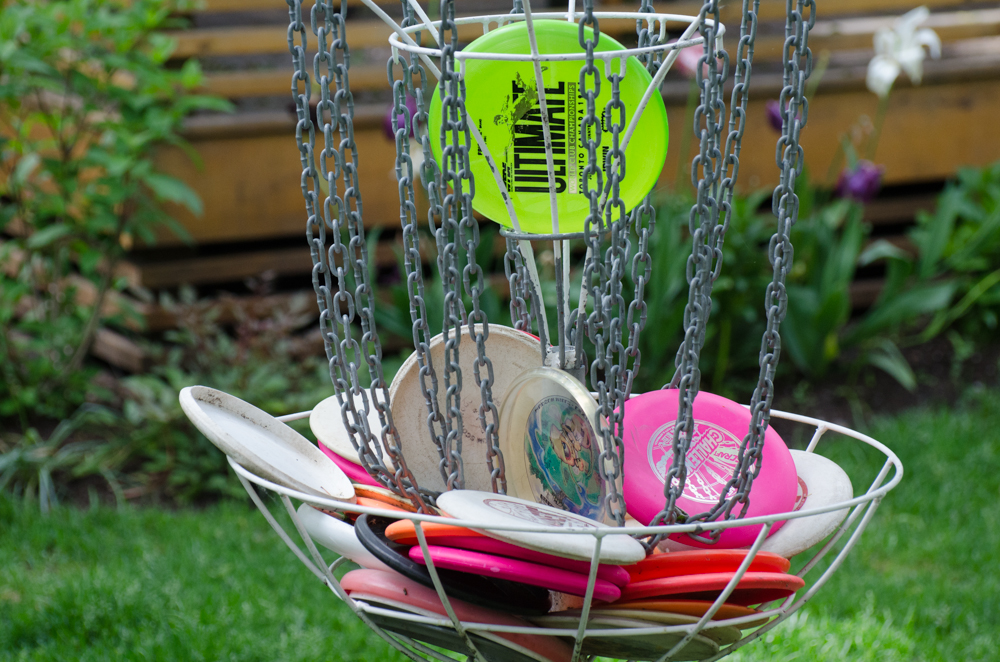
ディスクゴルフ用のディスクとゴール

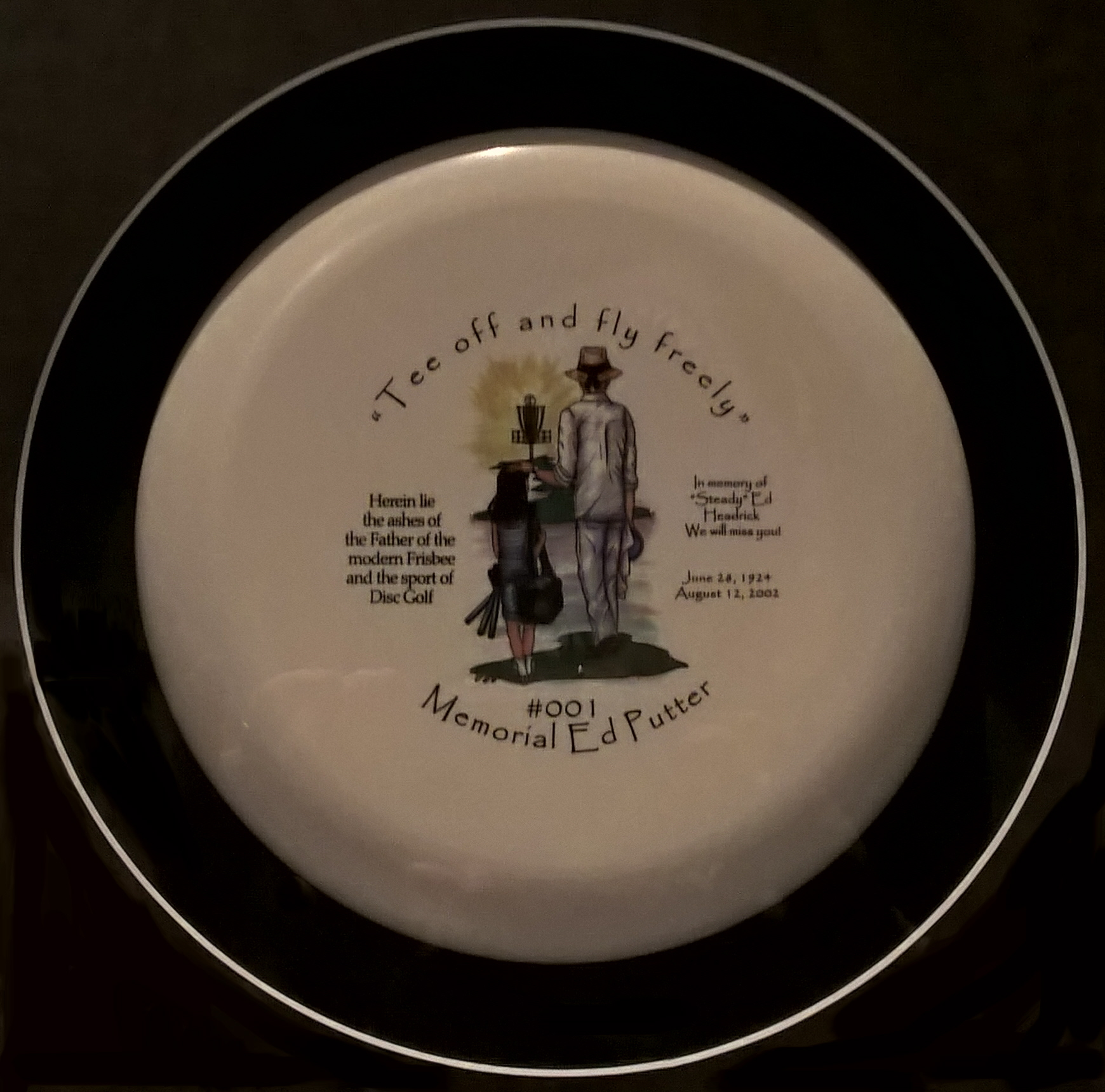
へドリックの遺灰を混ぜて作られたフリスビー

フライングディスクの発明者であるウォルター・フレデリック・モリソンによると、1937年のサンクスギビングにガールフレンド（後の妻）とポップコーンの缶のフタを投げて遊んだのが最初だったという。その後ロサンゼルス近くのビーチでケーキの型を投げているときに、それを25セントで売ってほしいと言われたふたりは、これが商売になると気づいた。モリソンは2007年にヴァージニアン・パイロット紙において「話はそこから回りはじめた。5セントで買ったケーキ型をビーチの人々が25セントで買うのなら、それは商売になる。」と語っている。
モリソン夫妻は商売を続けたが、第二次世界大戦中ウォルターはP-47のパイロットになり、その後捕虜になった。戦後モリソンは空気力学的に改良されたディスクを設計し、当時有名だった競走馬ワーラウェイをもじって「Whirlo-Way」と命名した。モリソンと彼のビジネスパートナーであるウォレン・フランシオーニはいくつかの設計上の変更とプロトタイプ作成の後、1948年に最初のプラスチック製ディスクを製造し、ケネス・アーノルド事件にちなんで「Flyin-Saucer」（空飛ぶ円盤）と改名した。
ヴァージニアン・パイロット紙においてモリソンは「我々はフェアで実演した。」と語る。ディスクを浮かせるためにワイアーで制御していると誰かが言ったと耳にしたふたりは、「Flyin-Saucerは無料、ただし見えないワイアーは1ドル」という売り文句を考案した。「そこでこういうものが売れると知った。」人々は夢中になった。
1950年はじめ、モリソンとフランシオーニはパートナー関係を解消し、1954年にモリソンは「Flyin Saucer」（1953年以降ハイフンはなくなった）を売買するためのアメリカン・トレンド社を設立した。当時「Flyin Saucer」は最初に成形加工を行ったサザンカリフォルニア・プラスチックス社によって作られ、柔らかいポリプロピレン製だったが、モリソンはもっと安く生産できることに気づき、1955年に新しい「Pluto Platter」というモデルを開発した。これが現在のすべてのフライングディスクの原型にあたる。彼は1957年1月23日に新しいモデルの権利をワムオー社に売却した。1958年、モリソンは米国意匠特許D183,626を取得した。
かつてモリソンが1937年以来やっていたのと同様、イェール大学では学生たちが空になったパイの台皿を投げて遊ぶことが流行していた。パイ皿には大学にパイを供給していたコネチカットのフリスビー・パイ・カンパニー (Frisbie Pie Company) の社名が書かれていたため、この遊びはそれにちなんで「フリスビー」と呼ばれていた。そのことを知ったワムオー社の共同設立者であるリチャード・ネア (Richard Knerr) とアーサー・「スパッド」・メリンは1957年6月、このディスクに「フリスビー」(Frisbee)の商品名を与えた（なお、フリスビー・パイのパイ皿は1990年の映画『バック・トゥ・ザ・フューチャー PART3』に小道具として使われている）。
1957年11月、世界で初めて上演されたロック・ミュージカルであったらしい『Anything & Everything』の脚本は情報技術のパイオニアとして知られるテッド・ネルソンがスワースモア大学在学中に（リチャード・カプランとの合作で）書いたものだが、その中の曲「Friz Me the Frisby」はフリスビー（Frisbyと綴られている）について歌われている。おそらくこれが公式の文献にフリスビーが現れた最古の例である。この曲は舞台上の脇役と観客の間でフリスビーをやり取りしながら歌われる。この場面はフリスビーのゲームを観客に紹介するために書かれている。
しかしフリスビーの成功の背後にあったのは南カリフォルニア出身のエド・ヘドリック (Ed Headrick) だった。彼は1964年にワムオー社の総支配人兼マーケティング担当副社長になり、Pluto Platterの型を再設計した。ディスクに記された惑星の名前を除くことが主だったが、偶然にもその工程で周縁部の厚みと重さが増し、ディスクの制御が容易になってより正確に飛ばせるようになった。
ワムオーはフリスビーのマーケティング方針を変え、新しいスポーツとして販売を促進することで売上を伸ばした。1964年に最初のプロ用のモデルが発売された。ヘドリックは新しいデザイン（「ヘドリックの輪」として知られる同心円状の突出部を持ち、これによって飛行を安定させると主張されている）を特許登録した（アメリカ合衆国特許第 3,359,678号）。
ヘドリックはフリスビー・スポーツの父として知られる。彼は国際フリスビー協会（IFA、世界フライングディスク連盟の前身）を設立し、ダン・ロディックをその会長とした。ロディックは北米大会(North American Series: NAS)のさまざまなフリスビー・スポーツ（フリースタイル、ガッツ、ダブル・ディスク・コートなど）のトーナメントの標準を定めた。後にヘドリックはディスクゴルフのために標準化された「ポール・ホール」というゴールを発明した。このゲームは最初フリスビーを使ったが、後により空気力学的な縁が斜めになったディスクで競技されるようになった。ヘドリックが死去したとき、遺体は火葬にされてその灰を使った記念のディスクが作成され、家族や親しい友人に配布された。販売もされて収益はエド・ヘドリック記念博物館に寄贈された。

1998年、フリスビーはオモチャの殿堂 (National Toy Hall of Fame) 入りした。

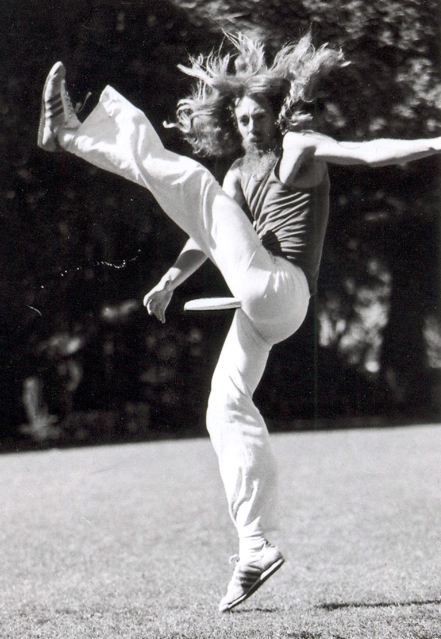
フリースタイルの第一人者ケン・ウェスターフィールド（1977年）

## 競技の種類
1984年に以下の11種目が定められた。

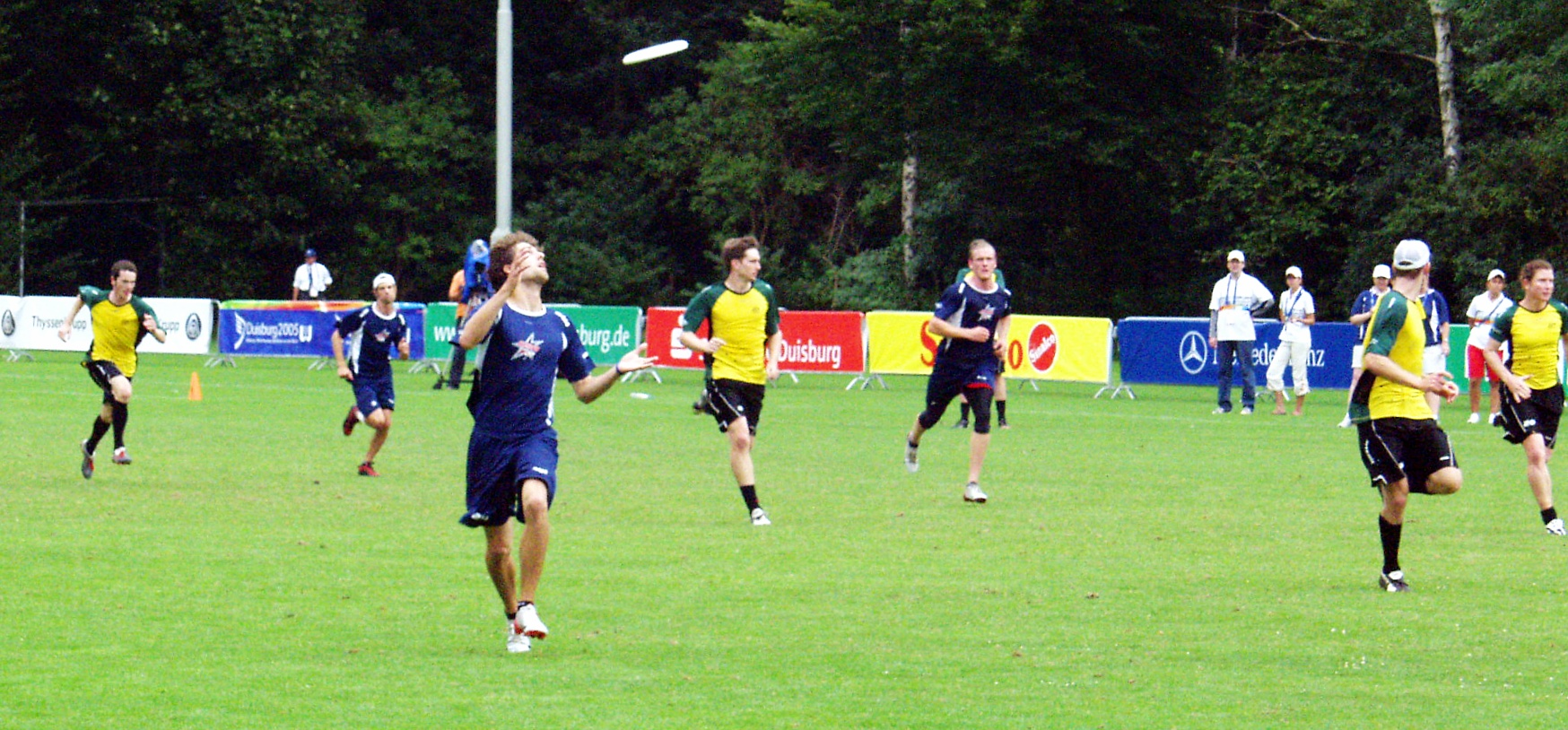
アルティメットの試合（オーストラリア対アメリカ、ワールドゲームズ2005）

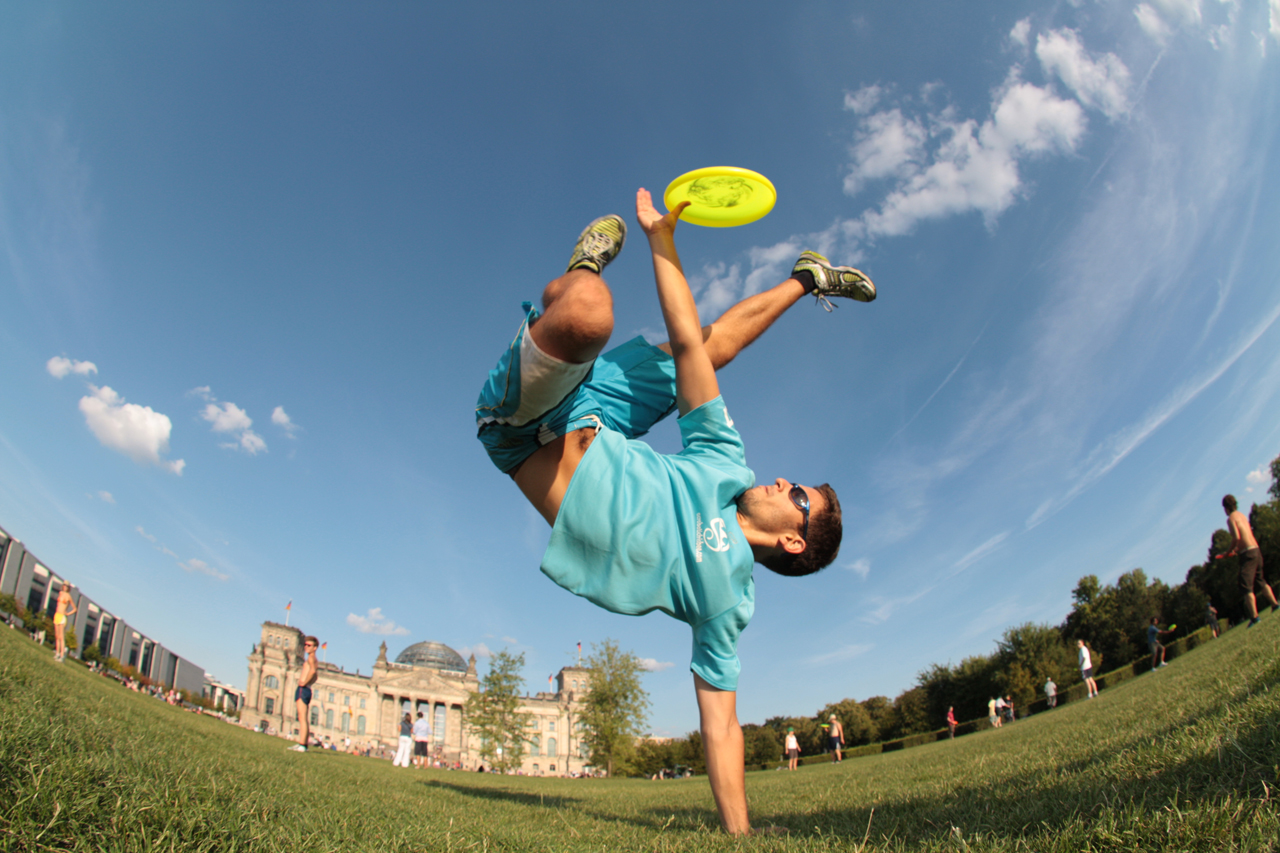
アクロバティックな技のフリースタイル

- アルティメット - ディスクをパスすることで相手側ゴールまで運ぶことで得点になるチーム競技。
- ガッツ（英語版） - 片方のチームが投げたディスクを相手チームが片手でキャッチするチーム競技。
- ディスクゴルフ - ゴールまでディスクを投げ入れるまでの投擲回数の少なさを競う競技。
- フリースタイル（英語版） - ディスクを使った演技に対する採点を競う競技。
- ダブル・ディスク・コート (DDC) - 2枚のディスクを相手コートに投げ合い、相手チームに同時に2枚のディスクに触れさせることを目的とするチーム競技。
- ディスカソン（イタリア語版）- ディスクを投げて落ちた地点まで走り、そこからまた投げてゴールをディスクが通過するまでの時間を競う競技。2枚のディスクを使い、持ったディスクを投げてから次のディスクを拾う。
- ディスタンス - ディスクの飛距離を競う競技。
- アキュラシー - ディスクをゴールへ向かって投げ、ゴールを通過した数を競う競技。
- セルフ・コート・フライト (SCF) - 自分で投げたディスクを自分でキャッチする競技。滞空時間(Maximum Time Aloft: MTA)と移動距離(Throw Run and Catch: TRC)の複合競技で、この2つを組み合わせたスコアを競う。
- ビーチアルティメット - 砂の上で行うアルティメット。

日本ではこれにドッヂビーを加えた12種目を公認競技としている。
なお、オーバーオールという種目は、アキュラシー、ディスカソン、ダブル・ディスク・コート、フリースタイル、ディスタンス、ディスクゴルフ、セルフ・コート・フライトを組み合わせてその合計点を競う。
これらのうちアルティメットとディスクゴルフが、ワールドゲームズの公式種目である。どの競技も基本的にディスクを持っての移動をすることはなく、落下点までの正確な移動が求められる。
また、アキュラシーとディスタンスは、国民体育大会の開催地で行われる全国障害者スポーツ大会の公式種目である。ただし、全国障害者スポーツ大会のアキュラシーとディスタンスは、通常の競技とは違うルールで開催される。

### その他の競技

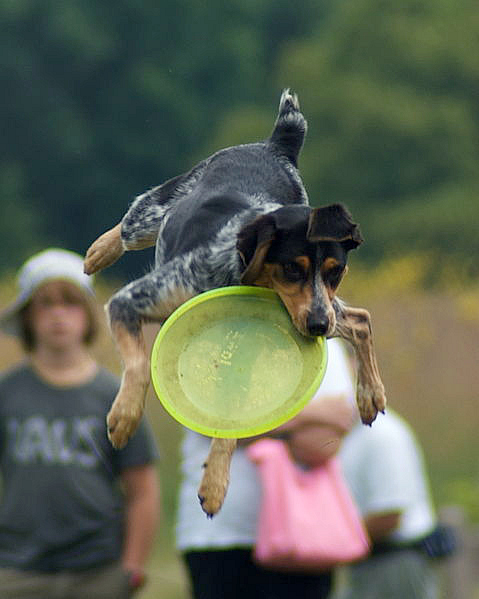
見事なキャッチのフリスビードッグ

- ゴールティメット  (Goaltimate)  - アルティメットの変種で、半円状のゴールを通すことで得点を得る。
- KanJam (カンジャム) - アルティメットの変種で、缶をゴールとする。
- フリスビードッグ（Disc dog）

## 円盤の種類
円盤の形状などは国際競技連盟の世界フライングディスク連盟 (World Flying Disc Federation) により定められている。競技によって用いられる円盤が違う。アルティメットでは基本的に175グラムの円盤を、フリースタイルでは165グラムの円盤を使用する。

## 記念切手
- ワールドゲームズ2001の記念切手図柄に採用された[20]。